# Дом политического просвещения
Дом политического просвещения (Международный центр делового сотрудничества) — здание в стиле советского модернизма. Расположено в Центральном районе Санкт-Петербурга, современный адрес дома — Лафонская улица, 6, Шпалерная улица, 55.
Здание построено в 1966—1973 годах, архитекторы — Д. Гольдгор, Г. Васильев, Т. Сливинская. Высота здания — 23,3 м, как и высота Смольного института. Фасад протяжённый, членённый (по задумке, членение должно напоминать фасады Росси с высоким цоколем и объединяющей верхние этажи колоннадой большого ордера).
В боковых корпусах расположены общежитие и гостиница, что после постройки отмечалось критиками как удачное распределение функциональных частей. Те же критики (Жан Вержбицкий) хвалили отступающие ступеньки доломитовой облицовки на откосах вертикальных окон, интерьеры в оттенках белого с использованием материалов разной фактуры, освещение, видимость с разных мест конференц-зала, качество постройки.
Согласно Алексею Ярэме, результат реконструкции прилегающего к Смольному района, включавшей постройку этого здания — лишь превращение трёх гектаров города в пустырь через уничтожение около 50 исторических зданий (включая Аракчеевские казармы и больницу святой Ольги) и деградация Лафонской улицы, концов Шпалерной, Кавалергардской и Ставропольской, построенные на месте снесённых здания были названы «уродливыми партийными „чемоданами“». Официальный отзыв говорил об усилении чёткости и стройности системы ранее сложившихся ансамблей, замене ветхих и малоценных построек — согласно одному из разработчиков генпланов Ленинграда Александру Наумову и Валентину Каменскому, «художественные достоинства некоторых ансамблей и композиционных схем были утрачены в период стихийного развития капиталистического города», и произведённые изменения должны были это исправить.
В систему кондиционирования здания входит неработающий на 2022 год открытый бассейн-охладитель и калориферная.
В 2007 году рассматривался проект реконструкции под бизнес-центр со сносом здания.